# Иломска
Иломска је десна и највећа притока Угра. Извире на Влашићу, у рејону званом Преливоде – развођу са Врбањом, Угром и Билом – на надморској висини од око 1550 м. Дуга је око 20 km. Протиче између обронака Жежничке греде (1477 м) и Јаворка (1499 м). Има изузетно кривудав ток око Лисине (1494 м) и Руњавице (1316 м), кроз четинарску шуму смрче, јеле и смрчево-букобих састојина. Вододијелница је (у радијусу од око 2–3 km) на превоју између Влашића (1933 м) i Меокрња (1425 м). Ту се раздвајају сливови Врбање, Угра и Лашве (југозапад), односно Врбаса, Усоре (тј. Босне, на сјевероистоку.
У водотоку испод Петрова Поља (од засеока Никодиновићи) има неколико кривина под јако великим угловима, који су одређени конфигурацијом матичне стијене корита.
Најиздашнија притока је (био) Манатовац (врело – непосредно уз сâмо корито ријеке), Мала Иломска и Деветеро врела (десне), те Црна ријека (лијева). Чиста планинска вода Манатовца је искориштена за водоснабдијевање Петрова поља, Имљана и Скендер Вакуфа, што знатно осиромашује Иломске и нарушава околне екосистеме у ширем подручју. Томе доприноси и вишедеценијска прекомјерна експлоатација околног шумског блага. Тој девастацији и немилосрдном изловљавању аутохтонепоточне пастрмке доприносе и секундарне послједице шумских радова и активности све чешћих посјетилаца. На Равном Омару (испод Лисине и села Понорци), Иломска улази у уску висораван – све до „Корићанског моста“, а затим у дубоки кањон па клисуру, испод Корићанских стијена (лијево) i села Марићи и Ђенићи, тј. Марића и Имланских стијена (десно).
Након два водопада (великог и малог), улијева се у Угар, неколико километара низводно од села Витовље. Велики водопад је висок чак око 40 м, a неупадљив је са околног (корићанско-имлјанског) платоа. У овој дивљини, водопади све више привлаче пажну планинара, туриста и риболоваца, а окомита стијена са које ријека пада, погодна је за алпинистичке подухвате.
Некада атрактивно ушће Иломске је увелико девастирано изградњом „мале хидроелектране“,